# Dan Glimne
Dan Ejde Gustaf Glimne, född 27 april 1947, är en svensk spelexpert, spelkonstruktör och pokerspelare. 

## Biografi
Efter studier och assistenttjänstgöring vid Lunds tekniska högskola var Glimne 1980–1989 produktutvecklingschef vid Alga. Han har dessutom skrivit drygt tjugo böcker om spel, medverkat som spelexpert i uppslagsverk som Bra Böckers Lexikon, Nationalencyklopedin, Myggans nöjeslexikon och Encyclopaedia Britannica, inom produktionsbolaget Strix' frilansargrupp skapat tävlingar och andra inslag för Expedition Robinson samt Farmen med flera TV-program, varit en av programledarna i samtliga fem säsonger av TV4:s Pokermiljonen (2005-2007), skrev under elva års tid (2005-2015) i sin spalt i Aftonbladet om poker och gambling.
Dan Glimne var under åren 1965 -1971 skribent på tidningen Allt om Hobby, där han skrev om miniracing, han var då bland de ledande förarna i Sverige, och tävlade även i USA.  Han skrev tillsammans med Per Husberg 1968 boken Hur man kör miniracing. 

## Konstruerade spel (urval)

### Sällskapsspel
- Batavia (tillsammans med Grzegorz Rejchtman)
- Binary Dice
- Drachenhort
- DragonQuest
- Drakborgen (tillsammans med Jakob Bonds)
- Drakborgen II (tillsammans med Jakob Bonds)
- DungeonQuest
- Emil i Lönneberga-spelet
- Fantomen[3]
- Finish Line
- Frogwhack!
- Galenpanna
- Geni 2000
- Joakim von Ankas fantastiska affärer
- Jorden runt på 80 dagar
- Kurt Olsson-spelet
- MasterQuiz
- MasterQuiz II
- Masters of the Universe-spelet
- Microchess
- Moderne Zeiten (tillsammans med Grzegorz Rejchtman)
- Ostindiska kompaniet
- Polar Dare!
- Schas!
- Sky Runner
- SportQuiz
- Stadens nyckel
- Svea Rike (tillsammans med Henrik Strandberg)
- Svea Rike Batalj - Expansion #1
- Sverigefrågespelet
- Sydamerikas Hemligheter
- Sätt sprätt på en milj000.000n!
- Travspelet med V65
- Tuffa Viktors kortspel

### Kortspel
- Valkampanj
- Ben Johnsons dopingspel
- Nasdaq
- Skattepolitik
- Korruption

## Böcker (urval)
- Hur man kör miniracing  (Allt om Hobby AB 1968)
- Lastdjuret (roman, Bra Böcker 1982 ihop med Peder Carlsson och utgiven i fem länder; originaltitel Beast of Burden)
- Nya spel (B. Wahlströms 1994)
- Spel! Spel om pengar i dag och förr i tiden (Bra Böcker 1994)
- Pokerhandboken (B. Wahlströms, 1995, 2001, 2003 och 2005)
- Kortspelshandboken (B. Wahlströms 1996, Lind & Co 2005 och 2016)
- Pirayaklubbens handbok (Tago Förlag 1997)
- Spel med knappar (BonnierCarlsen 1998)
- Trixa med knappar (BonnierCarlsen 1998)
- 100 kortspel & trick (Frida Förlag 1998)
- Kasinoboken (B. Wahlströms 2001)
- Världens största svindlare (Frida Förlag 2002, Lind & Co 2007)
- 101 Snapsvisor (Stevali 2020)
- De bästa tärningsspelen (Stevali 2020)
- Dryckesspel (Stevali 2021)
- De bästa spelen: Spela klassiska spel med nya regler (Stevali 2021)
- Schackhandboken (Lind & Co 2021)
- De bästa spelen med papper och penna (Stevali 2021)
- Familjens bästa kortspel (Stevali 2023)
- Drakborgen - Bokspelsäventyret! (Stevali 2023)
- Sigeir Skarpyxe - Bokspelsäventyret! (Stevali 2024)